# Döhlener Kunstschacht

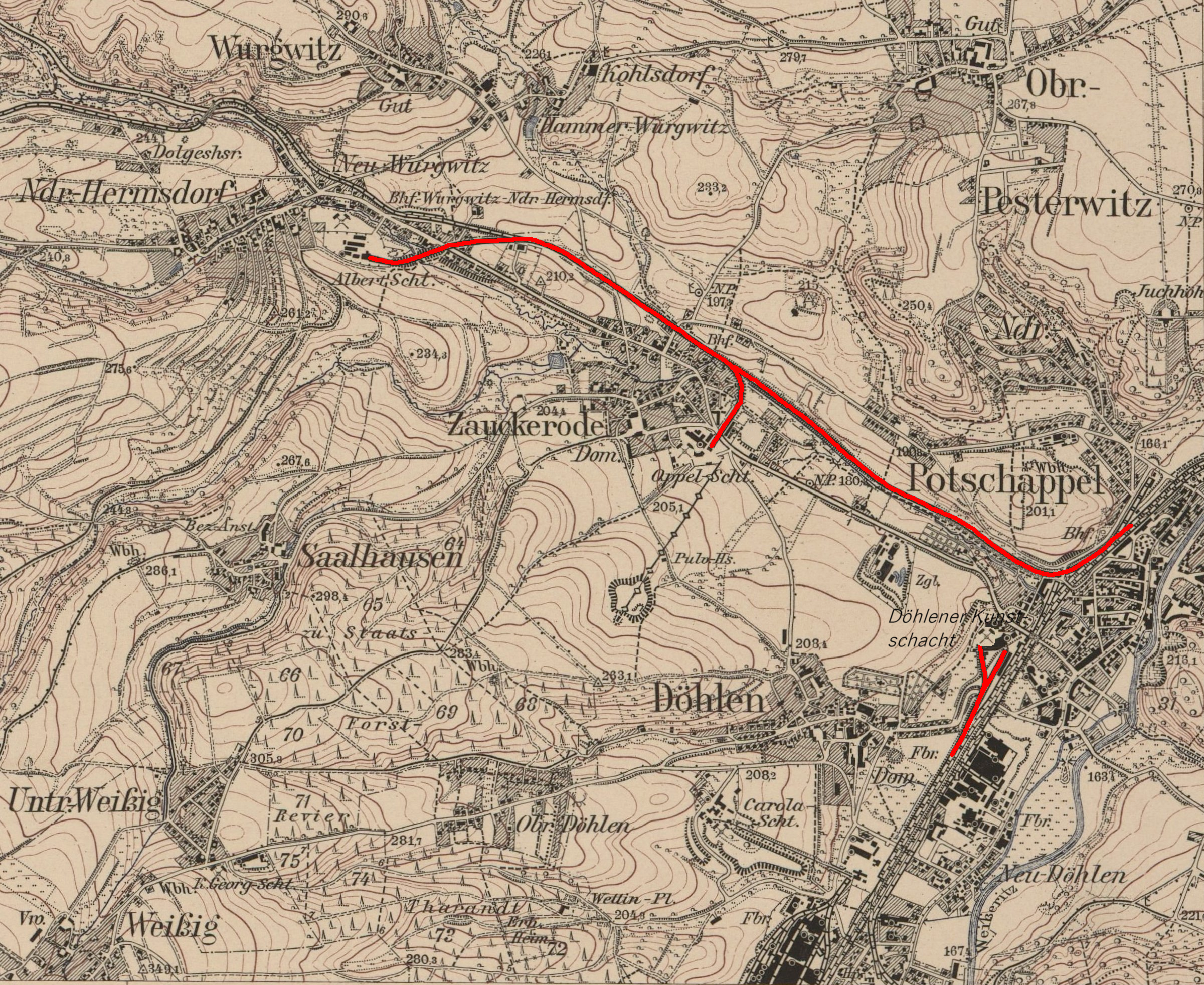
Karte der Schachtanlagen (Meßtischblatt, 1913)

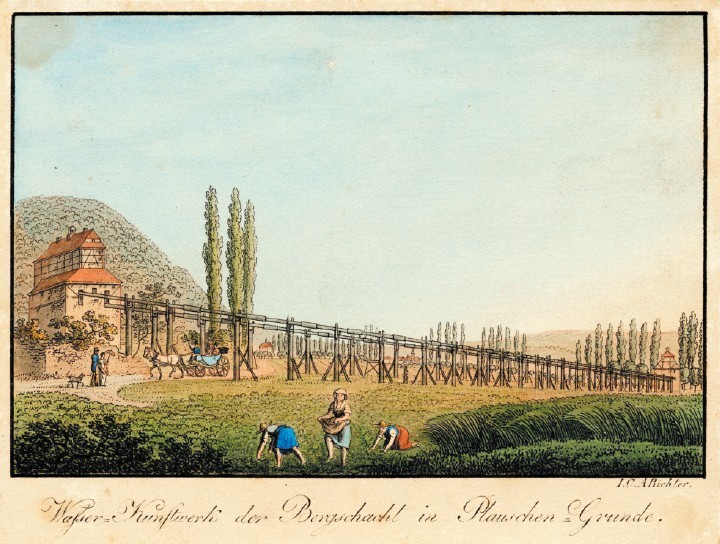
Kunstradgebäude und Feldgestänge des Döhlener Kunstschachtes, links im Hintergrund der Windberg, rechts der Alte Döhlener Kunstschacht

Karte des Döhlener Kunstschachtes mit Kunstgezeug vom Kunstgraben an der „Rothen Schenke“ (Äquidistantenkarte, 1881)

Der Döhlener Kunstschacht war ein Wasserhaltungs- und Förderschacht im Steinkohlenrevier des Döhlener Beckens auf dem Gebiet der Stadt Freital in Sachsen. Er diente der Entwässerung des Grubenfeldes links der Weißeritz, das zum Königlichen Steinkohlenwerk Zauckerode gehörte.

## Geschichte

### Alter Döhlener Kunstschacht
Den ersten Kunstschacht auf Döhlener Flur (Alter Döhlener Kunstschacht) teuften die von Schönbergschen Steinkohlenwerke 1740. Der bei 165 m ü. NN angesetzte Schacht erreichte eine Teufe von 103,50 Metern. Ab ca. 40 Meter wurde das 4,5 m mächtige 1. Flöz durchteuft. 1795 wurde hier ein neues Kunstgezeug angelegt. Die Pumpen wurden von einem unterschlächtigen Kunstrad mit 18 Ellen (10,20 Meter) Durchmesser angetrieben. Das Kunstrad hing in einem Kunstgraben, der über eine Distanz von 335 Lachter (664 Meter) das Wasser aus dem Graben der Roten Mühle heranführte. Es drehte sich 6,5-mal in der Minute. 1807 wurde das alte Kunstrad durch ein neues Rad mit einem Durchmesser von 20 Ellen (11,33 Meter) ersetzt. Die Wasserhaltung am Alten Döhlener Kunstschacht ist am 26. September 1820 nach der Inbetriebnahme der Dampfmaschine am Neuen Zauckeroder Kunstschacht aufgegeben worden.

### (Neuer) Döhlener Kunstschacht
Nach Übernahme des Schönbergschen Werks am 1. Januar 1806 durch die Königlichen Steinkohlenwerke Zauckerode plante der Staat einen neuen, leistungsstarken Schacht zur Wasserhaltung. Dazu wurde der am 9. März 1804 durch August Friedrich Christoph von Schönberg begonnene Schacht verwendet. Dieser nur 40 Meter südwestlich des Alten Döhlener Kunstschachtes bei 164,70 m NN angesetzte neue Kunstschacht wurde 1806 abgeteuft. Die Schachtscheibe maß 2,55 × 7,56 Meter. Noch im selben Jahr wurde die Teufe bei 47 Metern eingestellt. Als Kraftquelle für das Kunstgezeug wurde der Kunstgraben der Roten Mühle genutzt. Das im Oktober 1806 am Standort der Roten Mühle eingebaute Kunstrad mit 24 Ellen (13,60 Meter) Durchmesser wurde von einem Fachwerkgebäude mit Dachreiter geschützt. Die Glocke im Reiter schlug pro Umdrehung einmal und zeigte so die Funktion der Anlage an. Die Kraftübertragung zum Schacht erfolgte über ein 212 Lachter (420 Meter) langes Kunstgestänge. Im Schacht waren zwölf Pumpensätze mit je acht Meter Hubhöhe und 15 Zoll Durchmesser eingebaut, die das Wasser einander zuhoben. Mit einem Gestängehub konnten so 88,2 Liter Wasser gelöst werden. Die Baukosten für das Kunstgezeug betrugen 18.500 Taler.
Im Februar 1807 kam eine Strecke bis auf 1,5 m an die Wiederitz heran. Diese durchbrach die Bergfeste und das Wasser strömte über den Tagesbruch in die Döhlener Baue und überflutete sie bis 2,80 Meter unter der Hängebank. Die alte Kunst konnte das Grubengebäude nur langsam sümpfen, sodass ein Durchschlag zum neuen Schacht geschaffen wurde und die Wassermassen dann dort rasch mit zwei Kunstsätzen gehoben wurden. Das Kunstgezeug ging am 18. April 1807 das erste Mal in Betrieb.
Am 7. April 1808 kam es erneut infolge eines Hochwassers der Wiederitz und dem Bruch des Zauckeroder Kunstteiches zu einem Wassereinbruch in die Grubenbaue, in dessen Folge 9 Tote zu beklagen waren. Die Aufwältigungsarbeiten wurden am 20. Mai 1808 abgeschlossen. Im selben Jahr erreichte auch der Tiefe Weißeritzstolln in einer Teufe von 14,60 Metern den Schacht.
Neben der Wasserhaltung diente der Döhlener Kunstschacht auch der Kohlenförderung. Dafür existierte zunächst ein viermännischer Haspel.
Am 26. Juni 1824 wurden die Grubenbaue erneut durch ein Hochwasser geflutet. Der Kunstschacht stand bis 23,60 Meter unter der Hängebank unter Wasser. Durch die Flut war auch der Tiefe Weißeritzstolln verbrochen, so dass die Wässer wieder bis über Tage gehoben werden mussten. Mit dem Sümpfen konnte erst am 10. Juli 1824 begonnen werden. Erst am 1. November 1824 waren die Grubenbaue wieder wasserfrei.
1839 gab es den Durchschlag mit einer seit 1823 vom Schacht aus getriebenen Strecke mit dem Tiefen Elbstolln. Der Schacht war 1837 bis zur I. Hauptstrecke bei 78,80 Metern verteuft worden. Ab ca. 65 Meter hatte man das 4,50 m mächtige 1. Flöz durchteuft. Zur Förderung wurde jetzt ein Pferdegöpel aufgebaut. Die Förderung erfolgte über einen auf einem Fördergestell stehenden Hunt. Am 1. November 1841 wurde das erste Mal von der I. Hauptstrecke gefördert. 
1842 sollte die von der Firma Société Anonyme John Cockerill aus Seraing (Belgien) im Jahr 1925 für das 8. Lichtloch des Elbstollns gebaute, und jetzt nicht mehr benötigte Dampfmaschine am Schacht zur Wasserhaltung aufgestellt werden. Aufgrund einer außergewöhnlichen Trockenheit in diesem Jahr konnte die Friedrich August Mühle im Plauenschen Grund aufgrund von Wassermangel nicht mehr mahlen. Zur Abhilfe wurden die Dampfmaschine deshalb dort aufgebaut.
Am 26. Mai 1843 wurde am Schacht mit dem Bau einer Dampffördermaschine begonnen. Die Maschine wurde von Constantin Pfaff (Chemnitz) aufgestellt. Es handelte sich um eine 18-PS-Hochdruckmaschine mit Balancier, die auch als Antrieb für die Wasserhaltung diente.
Der Schacht war zwischenzeitlich bis zur II. Hauptstrecke bei 102,60 Metern abgeteuft worden. Dabei wurde das 2. Flöz mit einer Mächtigkeit von 0,40 Metern bei 79,00 Metern, das 3. Flöz mit einer Mächtigkeit von 1,00 Metern bei 85,00 Metern und das 4. Flöz mit einer Mächtigkeit von 1,10 Metern bei 96,60 Metern durchteuft. Das 3. und 4. Flöz besteht nur aus einer Brand- und Kohleschiefer, das 2. Flöz aus Kohletonstein. Am 16. Dezember 1843 ging die Dampfmaschine in Betrieb.
1851 wurde der Schacht bis zur III. Hauptstrecke, die bei 126,40 Metern angeschlagen wurde, weiter geteuft. Gleichzeitig erweiterte man die Schachtscheibe an einer Stirnseite um 1,13 Meter, um Platz für ein Holzhängetrum zu schaffen. 1852 wurde der Schacht bis zur IV. Hauptstrecke bei 158,10 Metern verteuft und als Kunst-, Förder- und Fahrschacht ausgebaut.
Für die zwischen 1853 und 1855 gebaute Bahnlinie der Albertsbahn AG, musste das Feldgestänge des Schachtes höher gelegt werden. Nach der am 28. Juni 1855 erfolgten Eröffnung der Bahnlinie erhielt der Schacht auf eigene Kosten einen Anschluss. Am 19. November 1855 wurde die erste Kohle zum Bahntransport verladen.
Am 9. April 1856 befuhr der sächsische König Johann von Sachsen die Grubenbaue am Schacht.
1857/1858 wurde der Schacht bis zur V. Hauptstrecke bei 189,80 Metern niedergebracht. Die Endteufe betrug mit Sumpf 190,8 Meter.
Nachdem 1861 der Versuch einen neuen Schacht zur Erschließung des südlich des Kunstschachtes liegende tiefen Feldes zu teufen gescheitert war, fasste man 1863 den Plan den Kunstschacht bis zur VII. Hauptstrecke weiter zu teufen. Der Plan wurde allerdings zugunsten der ab dem 3. Juni 1873 geteuften Königin-Carola-Schächte aufgegeben. Am 26. Juni 1876 erfolgte der Durchschlag von der neuen Schachtanlage aus in das Döhlener Revier.
Nach der Erschöpfung der Kohlevorräte im Revier des Schachtes wurde der Betrieb eingestellt. Die Wasserhaltung übernahm der Königin-Carola-Schacht, so dass am 3. März 1883 das Kunstgezeug abgeschützt werden konnte. Am 24. März 1883 wurden die letzten Kohlen gefördert. Anschließend wurde der Schacht verfüllt und die Betriebsanlagen  abgebrochen.
Heute ist von den Anlagen des Döhlener Kunstschachtes nichts mehr erhalten.